# Харет-Хрейк
Харет-Хрейк (араб. حارة حريك‎) шиитско—маронитский муниципалитет, расположенный в пригороде Дахия к югу от Бейрута. Является частью района Баабда. Ранее сельскохозяйственная деревня, Харет-Хрейк утратила свою сельскую идентичность из-за волны беженцев из Южного Ливана, которые поселились в городе и превратили его в ещё один городской район Дахии.
3 сентября 1985 года боевики ополчения Амаль убили тринадцать палестинских мирных жителей в Харет-Хрейке.
Харет-Хрейк расположен к северо-востоку от международного аэропорта Бейрут-Рафик Харири и к северу от городов Лейлейк и Бурдж-аль-Бараджне, к западу от Хадата и к югу от Чья. В городе находится штаб-квартира шиитской группировки «Хезболла». Израильские военные самолёты разрушили штаб-квартиру и дома гражданских лиц в июле 2006 года.
В июле 2024 года израильские военные объявили, что они нанесли удар и убили старшего командира «Хезболлы» Фуада Шукра.

## Вторая Ливанская война
Район был в значительной степени разрушен во время Ливанской войны 2006 года. По оценкам, в течение первой недели израильского нападения на Ливан в 2006 году в городе было разрушено около 200 зданий, при этом к концу войны в общей сложности было разрушено или повреждено более 700 зданий, а тысячи мирных жителей были ранены или убиты. С тех пор город претерпел значительную реконструкцию, разрушенные и поврежденные здания были перестроены.

## Культура и образование
В Харет-Хрейк находится организация «Umam Documentation & Research», поддерживающая обширные архивы, связанные с историей Ливана. Умам также управляет The Hangar, пространством современного искусства, где регулярно проводятся мероприятия и выставки.
В городе также есть три основные библиотеки с миллионами книг. Кроме того, в этом районе работают две основные больницы (больница общего профиля Сахель и больница Бахман), предоставляющие услуги тысячам жителей. В этом районе регулярно проводится множество культурных мероприятий, в том числе карнавалы шоппинга, художественные конкурсы и культурные беседы.

## Спорт
Футбольный клуб «Шабаб Аль-Сахель», выступающий в ливанской премьер-лиге, базируется в Харет-Хрейке.